# Maëlle Loridon
Pour les articles homonymes, voir Loridon.
Maëlle Loridon, née le 24 octobre 2002, à Pau dans les Pyrénées Atlantiques, est une skieuse de vitesse française.

## Biographie
Elle découvre le ski dès l'âge de deux ans avec ses parents puis au Ski Club nayais. Elle s’initie à la compétition à l’ASCT avant de rejoindre le Ski Club d’Artouste.
Maëlle Loridon devient championne de France U18 de Ski de vitesse le 9 mars 2019 à Vars.
Elle est sélectionnée en Équipe de France S2J pour la saison 2019-2020.[réf. nécessaire]
Elle passe à la catégorie reine S1 à partir de la saison 2023-2024.
Maëlle Loridon pratique également le triathlon dans son club La Tribu 64 depuis 2010. Elle fut championne départementale minime en 2016 et officie en tant qu’arbitre au sein de la ligue régionale d’Aquitaine de triathlon.[réf. nécessaire]
Maëlle Loridon a porté la flamme olympique, le 23 mai 2024 à Saint-Émilion (33).

## Palmarès

### S 1

#### Championnats du monde S1
| Date       | Lieux | Classement |
| ---------- | ----- | ---------- |
| 27/03/2025 | Vars  | 6ème       |
| 24/03/2024 | Vars  | 8ème       |

#### Coupe du monde S1
| Année | Date               | Lieux                     | Classement | Points |
| ----- | ------------------ | ------------------------- | ---------- | ------ |
| 2025  | Classement général | Classement général        | 4ème       | 320    |
| 2025  | 21/01/2025         | Salla                     | 5e         | 45     |
| 2025  | 22/01/2025         | Salla                     | 6e         | 40     |
| 2025  | 31/01/2025         | Vars                      | 6e         | 40     |
| 2025  | 02/02/2025         | Vars                      | 4e         | 50     |
| 2025  | 19/03/2025         | Vars (Replace Formigal)   | 5e         | 45     |
| 2025  | 20/03/2025         | Vars (Replace Granvalira) | 4e         | 50     |
| 2025  | 20/03/2025         | Vars (Replace Granvalira) | 4e         | 50     |
| 2024  | Classement général | Classement général        | 8e         | 109    |
| 2024  | 27/01/2024         | Vars                      | 8e         | 32     |
| 2024  | 28/01/2024         | Vars                      | 8e         | 32     |
| 2024  | 25/03/2024         | Vars (Replace Formigal)   | 5e         | 45     |

#### Championnats de France S1
| Date | Lieux | Classement |
| ---- | ----- | ---------- |
| 2025 | Vars  | 1re        |
| 2024 | Vars  | 2e         |

### S2J

#### Championnats du monde S2J
| Date       | Lieux | Classement |
| ---------- | ----- | ---------- |
| 26/01/2023 | Vars  | 2e         |
| 28/01/2022 | Vars  | 2e         |

#### FIS S2J
| Année | Date       | Lieux       | Classement |
| ----- | ---------- | ----------- | ---------- |
| 2022  | 20/01/2022 | Gavarnie    | 2e         |
| 2022  | 21/01/2022 | Gavarnie    | 2e         |
| 2022  | 11/02/2022 | Salla       | 1re        |
| 2022  | 12/02/2022 | Salla       | 1re        |
| 2022  | 10/03/2022 | Idrefjäll   | 1re        |
| 2022  | 11/03/2022 | Idrefjäll   | 1re        |
| 2022  | 12/03/2022 | Idrefjäll   | 1re        |
| 2022  | 31/03/2022 | Grandvalira | 2e         |
| 2021  | 20/01/2021 | Gavarnie    | 3e         |
| 2021  | 11/03/2021 | Idrefjäll   | 3e         |
| 2021  | 12/03/2021 | Idrefjäll   | 3e         |
| 2021  | 13/03/2021 | Idrefjäll   | 2e         |
| 2020  | 01/02/2020 | Vars        | 2e         |
| 2020  | 12/02/2020 | Salla       | 4ème       |
| 2020  | 13/02/2020 | Salla       | 4ème       |
| 2020  | 14/02/2020 | Salla       | 1re        |
| 2020  | 05/03/2020 | Idrefjäll   | 3e         |
| 2020  | 06/03/2020 | Idrefjäll   | 2e         |
| 2020  | 07/03/2020 | Idrefjäll   | 2e         |

#### Championnats de France S2J
| Date | Lieux    | Classement |
| ---- | -------- | ---------- |
| 2023 | Gavarnie | 3e         |
| 2022 | Vars     | 2e         |

### U18

#### Championnats de France U18
| Date       | Lieux | Classement |
| ---------- | ----- | ---------- |
| 09/03/2019 | Vars  | 1re        |

## Record personnel
- 01/02/2020 : 161,96 km/h (S2J)
- 24/03/2024 : 207,72 km/h[5]
- 26/03/2025 : 213,82 km/h[6]

## Sources
Fiche FIS : FIS | Maëlle Loridon - Athlete Biography - Speed Skiing